# Acraea turna
Acraea turna är en fjärilsart som beskrevs av Paul Mabille 1877. Acraea turna ingår i släktet Acraea och familjen praktfjärilar. Inga underarter finns listade i Catalogue of Life.